# Phanias concoloratus
Phanias concoloratus is een spinnensoort in de taxonomische indeling van de springspinnen (Salticidae).
Het dier behoort tot het geslacht Phanias. De wetenschappelijke naam van de soort werd voor het eerst geldig gepubliceerd in 1930 door Ralph Vary Chamberlin  & Willis J. Gertsch.